# Historias de la primera vez
Historias de la primera vez era un unitario que se transmitía desde el 27 de septiembre de 2011, todos los martes a las 23:00 (UTC -3) en América TV. Se relatan historias de diversas primeras veces que le suceden a distintos personajes.

## Temática
Con dirección de Eduardo Gondell y José Luis Massa (director que produjo películas de animación nacional como “Patoruzito” y “Gaturro") y guion de Claudio Lacelli y Willy van Broock, es una ficción surgida del concurso del Instituto Nacional de Cine y Artes Audiovisuales (INCAA).
Esta idea original de la productora Illusion Studios apelará a reflejar situaciones donde los protagonistas no podrán valerse de experiencias previas para resolver un conflicto.
Este unitario es uno de los ganadores del concurso "Ficción para Todos", junto con Maltratadas, Decisiones de vida, Vindica, El pacto, Televisión x la inclusión, Los Sónicos y El paraíso con el cual el Instituto Nacional de Ciencias y Artes Audiovisuales (Incaa) promueve la realización de programas para ser emitidos en alta definición. De las 10 series ganadoras de 13 episodios de una hora, América emite cuatro, Canal 9 emite en breve otras cinco y Telefé, una más. La ficción estaría finalizando el 20 de diciembre de 2011, teniendo en cuenta lo pautado en el concurso del INCAA.
La serie está formada por historias sobre las primeras veces de las personas en distintos aspectos, que puede enfrentar una persona a lo largo de su vida interpretada por elencos rotativos, por ejemplo "La primera vez en el amor", "la primera vez con un hombre", "la primera vez que me traicionaron", "la primera vez que fui padre", "la primera vez que mis padres se separaron", "la primera vez que maté", entre otros.

“El proyecto tenía encanto, las historias son divinas y el tema es universal, de modo que la propuesta también puede venderse para otros lugares del mundo”. Eduardo Gondell.

La salida al aire del unitario permite la existencia de ficción nacional en el canal América junto a Maltratadas.

"La idea es contar la primera vez de distintas situaciones en la vida de las personas pero desde un lugar muy intimista, muy chiquito. O sea, una historia que pueda pasar en dos o tres días. (Nos basamos) En historias que le pasaron a la gente, en cosas que tienen ganas de contar, entonces elaboramos una lista de situaciones, de historias y después las fuimos seleccionando. Cuando empezás a hablar de la primera vez, todos tienen una primera vez que recuerdan, entonces, de esa larga lista seleccionamos los 13 temas que mejor nos centraran en este ciclo. Básicamente me propuse mostrar historias muy concretas y muy simples. Que el espectador pueda sentarse y ver una historia, que empiece y que termine. No es un programa pretencioso, sólo queremos que sean historias. Cuando nosotros pensamos esto dijimos: de qué va Historias de la primera vez y un poco era decir: todos tenemos una historia que contar, a partir de ahí nos propusimos decir una historia que además de ser chica tenga una mirada intimista como la de un cuento y nada más. Que el espectador diga: Uh qué lindo esto, me dejó con una sonrisa, me dejó con una esperanza, me dejó triste pero me imagino un camino diferente que no me lo contaron acá pero me dio el lugar para imaginarlo, es eso. Hoy es muy difícil competir, están los canales que se llevan todo el rating y nosotros vamos a pelearla desde abajo pero le tenemos fe". Claudio Laccelli

## Debut
El unitario debutó el martes 27 de septiembre de 2011, luego de Calles Salvajes (conducido por Martin Ciccioli), a las 23 en el canal América TV.

## Reparto
1. Hilda Bernard (1.º episodio).
2. Luis Machín (1.º episodio).
3. Mónica Scapparone (1.º episodio).
4. Malena Solda (1.º episodio).
5. Dalma Milebo (1.º episodio).
6. Luis Bremer (1.º episodio).
7. Nicolás Pauls (2.º episodio).
8. Sofia Gala (2.º episodio).
9. Agustina Córdova (2.º episodio).
10. María Soldi (2.º episodio).
11. Agustina Quinci (2.º episodio).
12. Gastón Grande (2.º episodio).
13. Michel Gurfi (2.º episodio).
14. Nestor Hidalgo (2.º episodio).
15. Susana Cart (2.º episodio).
16. Rafael Ferro (3.º episodio).
17. Adrián Navarro (3.º episodio).
18. Agustina Lecouna (3.º episodio).
19. Guillermina Valdés (3.º episodio).
20. Solange Gómez (3.º episodio).
21. Julián Sierra (3.º episodio).
22. Rolando Agüero (3.º episodio).
23. Julio Martincorena (3.º episodio).
24. Ghorghor Nella (3.º episodio).
25. Carlos Elixeche (3.º episodio).
26. Miguel Ángel Rodríguez (4.º episodio).
27. Georgina Barbarossa (4.º episodio).
28. Fabiana García Lago (4.º episodio).
29. Darío Lopilato (4.º episodio).
30. Darío Barassi (4.º episodio).
31. Arturo Bonín (5.º episodio).
32. Gastón Soffritti (5.º episodio).
33. Valeria Lorca (5.º episodio).
34. Fabián Vena (6.º episodio).
35. Paula Kohan (6.º episodio).
36. Norma Pons (6.º episodio).
37. Oscar Alegre (6.º episodio).
38. Bicho Gómez (6.º episodio).
39. Germán Tripel (6.º episodio).
40. Andrea Bonelli (7.º episodio).
41. Esteban Prol (7.º episodio).
42. Ana Maria Orozco (7.º episodio).
43. Valentín Villafañe (7.º episodio).
44. Estefanía Camacci (7.º episodio).
45. Martín Coman (7.º episodio).
46. Pablo Cura (7.º episodio).
47. Villanueva Cosse (8.º episodio).
48. Mercedes Carreras (8.º episodio).
49. Alejo García Pintos (8.º episodio).
50. Mariana Prommel (8.º episodio).
51. Valentina Bassi (9.º episodio).
52. Nacho Gadano (9.º episodio).
53. Osqui Guzmán (9.º episodio).
54. Mónica Cabrera (9.º episodio).
55. Esther Goris (10.º episodio).
56. Jorge Sassi (10.º episodio).
57. Tomás de las Heras (10.º episodio).
58. Santiago Talledo (10.º episodio).
59. Franco Rau (10.º episodio).
60. Gonzalo Valenzuela (11.º episodio).
61. Brenda Gandini (11.º episodio).
62. Alejandro Awada (11.º episodio).
63. Luis Gnecco (11.º episodio).
64. Cristina Murta (11.º episodio).
65. Brian Vainberg (11.º episodio).
66. Benjamín Amadeo (12.º episodio).
67. Romina Ricci (12.º episodio).
68. Jenny Williams (12.º episodio).
69. Bimbo Godoy (12.º episodio).
70. Graciela Borges[8] (13.º episodio).
71. Joaquín Furriel[8] (13.º episodio).
72. Lola Álvarez (13.º episodio).
73. Anabella Blanco (13.º episodio).
74. Lidia Catalano (13.º episodio).
75. Mónica Gutiérrez (13.º episodio).

## Personajes
Primer Episodio: "La primera vez en el amor" (27/09/2011).
- Carmen (Hilda Bernard): es una anciana que se encuentra enferma, toma tres pastillas por día. Es madre de Norma, su única hija la cuida todos los días ya que viven juntas en un departamento. Fallece en la cama cuando toma de la mano a su hija.
- Norma (Mónica Scapparone): es una mujer que vive con su madre debido a que se encuentra en mal estado de salud. Es traductora de inglés y prepara tortas para vender, ese es su hobby. Debido al estado de salud de la madre nunca salió de noche y nunca mantuvo una relación amorosa.
- Isabel (Dalma Milebo): es la hermana de Carmen, visita asiduamente a Norma.
- Sonia (Malena Solda): es prostituta, trabaja en su departamento, y vecina de Norma. Cuando fallece la madre de Norma comienzan a entablar una relación y ella la ayuda a conocer a un hombre en un bar, un profesor de baile.
- Presentador del show de Tango (Luis Bremer): es el encargado de presentar a Ramiro cuando Norma y Sonia van por primera vez juntas al bar.
- Román Ordóñez (Luis Machín): es un profesor de baile, se destaca en tango. Tiene un mánager que le arregla sus viajes a Japón, Nueva York y París entre otros, generalmente trabaja casi todas las noches en el bar con shows de tango. Conoce a Norma en uno de sus shows y comienzan una relación.

Segundo episodio: "La primera vez que fui padre" (4/10/2011).
- Luján (Sofía Gala Castiglione): es la novia de Darío, son una joven pareja que quieren tener hijos, esto no puede concretarse debido a que él fallece.
- Darío (Nicolás Pauls): es pareja de Luján ambos quieren tener hijos. El fallece una noche en un accidente.
- Paula (Agustina Córdova): es amiga de Luján, la contiene luego del fallecimiento de su pareja.
- Mirta (Susana Cart): es la madre de Darío. Se opone a la fertilización asistida de Luján.

Tercer episodio: "La primera vez con un hombre" (11/10/2011).
- Manuel joven (Julián Sierra): se encuentra en la adolescencia. Durante la misma le escribe cartas a su padre, explicando que no le atraían "tanto las mujeres como a su tío..."
- Manuel (Rafael Ferro): trabaja en una empresa.
- Ian (Julián Sierra): es el hijo de Manu y Gabi.
- Niñera (Ghorghor Nella): es la encargada de cuidar al hijo de Manuel y Gabriela.
- Gabriela (Agustina Lecouna): es la pareja de Manu, con él tiene un hijo.
- Baldeverde (Julio Martincorena): es el jefe de Manu.
- Emilia (Guillermina Valdés): trabaja con Manu.
- Rafael (Adrián Navarro): trabaja de mesero en un restaurante y allí conoce a Manu. Es un dibujante y tatuador. La madre quería que fuera abogado, con su padre no habla. Cuando era adolescente viajó a Tailandia solo. Es gay.
- Prostituta (Solange Gómez): se encuentra con Manuel una noche y mantienen sexo oral. Allí Manuel termina de decidir que se quedará con Rafa.

Cuarto episodio: "La primera vez que se separaron mis padres" (18/10/2011).
- Roberto (Miguel Ángel Rodríguez): padre de dos jóvenes.
- Beba (Georgina Barbarossa): madre de dos jóvenes.
- Mónica (Fabiana García Lago): hija de Roberto y Beba, un matrimonio en crisis a punto de divorciarse. Está embarazada.
- Simón (Darío Lopilato): hijo de Roberto y Beba, hermano menor de Mónica.No quiere que sus padres se divorcien.
- Armando (Darío Barassi): esposo de Mónica.

Quinto episodio: "La primera vez que me traicionaron" (25/10/2011).
- Antonio Cavenaghi (Arturo Bonín): es padre de un adolescente y está casado con Silvia. Fue militar. Fuma mucho.
- Joaquín Cavenaghi (Gastón Soffritti): es un adolescente. Va al colegio secundario, es ahí donde se pelea con un compañero cuando le dice que su padre participó durante la dictadura militar en Argentina.
- Silvia (Valeria Lorca): es esposa de Antonio, es 22 años menor que su esposo.
- Mati - "Colo" (Fernando Govergun): es un compañero de "Joaco".
- Fernando (Juan Luppi): es un amigo de Joaquín. Se pelean porque no lo invita a su cumpleaños.

Sexto episodio: "La primera vez que me anime" (01/11/2011).
- Gastón de la Ruá (Fabián Vena): trabaja en la empresa funeraria "El descanso". Es monotematico. Está casado con Natalia y tienen dos hijos, una niña y un adolescente llamado Alejandro.
- Natalia (Paula Kohan): está casada con Gastón, vive una vida rutinaria con su esposa y sus hijos.
- Diego (Bicho Gómez): es amigo de Gastón, juntos juegan tenis todos los días. Le aconseja a su desgastado matrimonio que accedan a una relación swinger.
- Paula: es la pareja de Diego, ambos acceden a una relación "swinger".
- (Norma Pons): es una anciana que asiste con su esposo a la empresa de Gastón.
- Horacio (Oscar Alegre): es el esposo de la señora.
- Marcos (Germán Tripel): es un Piloto comercial. Es "swinger", es recomendado a la pareja por Diego.

Séptimo episodio: "La primera vez que te pedí algo" (08/11/2011).
- Julia (Andrea Bonelli): es lesbiana. Tiene un hijo.
- Zeque (Esteban Prol): es amigo de Julia.
- (Valentín Villafañe): es hijo del personaje de Julia.
- Verónica (Ana Maria Orozco): es lesbiana y pareja de Julia.

Octavo episodio: "La primera vez de muchas" (15/11/2011).
- (Villanueva Cosse)
- (Mercedes Carreras)
- (Alejo García Pintos)
- (Mariana Prommel)

Noveno episodio: "La primera vez y la única" (22/11/2011).
- Eugenia (Valentina Bassi)
- Sergio (Nacho Gadano)
- Ismael (Osqui Guzmán)
- Carmen (Mónica Cabrera)

Décimo episodio: "La primera vez que desperté" (29/11/2011).
- (Esther Goris)
- Guillermo (Jorge Sassi)
- Tomás (Tomás de las Heras)
- Gabriel (Santiago Talledo)
- Agustín (Franco Rau)

Undécimo episodio: "La primera vez que lloré" (13/12/2011).
- (Gonzalo Valenzuela)
- (Brenda Gandini)
- (Alejandro Awada)
- (Luis Gnecco)
- (Cristina Murta)
- (Brian Vainberg)
- (Sabrina Fogolini)
- (Joaquín Álvarez)
- (Mariano Porrás)

Duodécimo episodio: "La primera vez embarazados" (18/12/2011).
- (Benjamín Amadeo)
- (Romina Ricci)
- (Jenny Williams)
- (Bimbo Godoy)

Decimotercer episodio: "La primera vez y última" (20/12/2011).
- (Graciela Borges)
- (Joaquín Furriel)
- (Lola Álvarez)
- (Anabella Blanco)
- (Lidia Catalano)
- (Mónica Gutiérrez)

## Episodios
| Temporada | Temporada | Episodios | Emisión original         | Emisión original        |
| Temporada | Temporada | Episodios | Primera emisión          | Última emisión          |
| --------- | --------- | --------- | ------------------------ | ----------------------- |
|           | 1         | 13        | 27 de septiembre de 2011 | 20 de diciembre de 2011 |

| # | Título                                       | Fecha de emisión         | Rating |
| --- | -------------------------------------------- | ------------------------ | ------ |
| 1 | «La primera vez en el amor»                  | 27 de septiembre de 2011 | 4.8    |
| "Norma (Mónica Scapparone) vivió desde los 17 años cuidando a su madre Carmen (Hilda Bernard), cuando fallece Norma se da cuenta de que ha dejado muchas cosas en el camino. A raíz de un vínculo que entabla con Sonia, vecina (Malena Solda) conoce a Román (Luis Machín), un profesor de baile con quien se permite amar por primera vez". |                                              |                          |        |
| 2 | «La primera vez que fui padre»               | 4 de octubre de 2011     | 3.9    |
| "Luján y Darío son una pareja feliz que está haciendo un estudio para comprobar que ninguno tenga problemas para tener un hijo. Ambos sienten un fuerte deseo de ser padres, creen que es el momento, la oportunidad de darle más amor a la pareja, completarse como matrimonio, formar esa familia como la que siempre soñaron.El destino los sorprenderá cuando una noche Darío sufra un accidente y muera. Pero cuando el amor es profundo y el deseo de convertirse en padre llega, más allá de todo y de todos, Luján buscará cumplirlo, aún desafiando a la muerte". |                                              |                          |        |
| 3 | «La primera vez con un hombre»               | 11 de octubre de 2011    | 3.6    |
| Manuel, casado con Gabi con quien tiene un hijo, trabaja con Emilia en una empresa. En la misma hay un puesto vacante de colorista. Un día llega Rafa y es recibido por Manu. Un día, finalizado el horario laboral, quedan solos en la empresa y Manu lo invita a comer y hablan de sus vidas. Días después Rafael lo invita a un boliche y Manu descubre que es gay. Cuando vuelve a su casa se queda pensando en él. Cuando vuelva al trabajo lo besa, comienzan una relación y tienen sexo. Manuel se siente afligido por la doble vida. Una noche se encuentra con una prostituta y allí decide quedarse con Rafa. Le cuenta a su mujer y ella decide que abandone su casa. El elige ir a la casa de Rafa. |                                              |                          |        |
| 4 | «La primera vez que se separaron mis padres» | 18 de octubre de 2011    | 3.2    |
| "Beba y Roberto es un matrimonio que, con más de 40 años de convivencia, decide separarse. Con dos hijos adultos, no sienten lazos que los unan. El decide instalarse en el departamento de Simón, su hijo soltero y comenzar así una seguidilla de salidas y amistades que no están acordes a su edad. El hijo disconforme con esta "invasión" recurre a la ayuda de Mónica, su hermana, quien mediará entre las dos partes a fin de lograr cierta armonía, puesto que ella no estaría dispuesta a llevarse al padre a su casa porque tiene su vida organizada entre su marido Armando y su embarazo. Beba, en tanto, sentirá haber recuperado la libertad que necesitaba, recuperando los lazos y las amistades que creía haber perdido tantos años atrás". |                                              |                          |        |
| 5 | «La primera vez que me traicionaron»         | 25 de octubre de 2011    | 3.1    |
| Antonio llega a rectoría a firmar una sanción de su hijo porque se peleó con un compañero. Durante la cena le pregunta si era por una chica y el padre le dice que no estuvo involucrado en la dictadura militar. Tiene un infarto y lo trasladan a un hospital público. La mujer le pregunta por qué no asistió al Hospital Militar y lo obliga a dejar de fumar. Fernando, un amigo, no lo invita a su cumpleaños porque sus padres toman conocimiento del tema del padre. Cuando llega a su casa, su padre le cuenta la verdad. Cuando llega la madre él abandona la casa. En la clase de inglés insulta a la profesora y asume lo que decían de su padre. A la salida, la maestra le aconseja que hable con su padre. Vuelve a su casa, cuestiona al padre y abandona su casa. |                                              |                          |        |
| 6 | «La primera vez que me anime»                | 1 de noviembre de 2011   | 3.5    |
| Gastón trabaja en una empresa funeraria. Vive una vida rutinaria con su esposa. Juega tenis todos los días con su amigo Diego; un día encuentra a una pareja y le dice que los conoció cuando se convirtió en "swinger". Un día va una clienta con su esposo y le pregunta cómo habían hecho para mantener su matrimonio. Después de pensarlo, acceden y asisten a un restaurante para encontrarse con un hombre, cuando se encuentran le dice que no son Gastón y Natalia. Al día siguiente se encuentran con Marcos, después de buscarlo por internet, en la casa de él. Al otro día le comento a Diego que no le gustó la experiencia. Los clientes de Gastón tienen problemas con la parcela y les devuelve el dinero. Marcos llega a la empresa y le pide una parcela "porque vive solo y no tiene amigos", a pesar de conocer gente a diario. Gastón la invita a Natalia a jugar al tenis, y a realizar un viaje, y le pide que la próxima vez realicen un trío con una mujer, ella acepta. |                                              |                          |        |
| 7 | «La primera vez que te pedi algo»            | 8 de noviembre de 2011   | 2.9    |
| Relata la historia de una pareja de lesbianas. Verónica y Julia viven una historia de amor. Frente al fuerte deseo de ser madres juntas, Julia se anima a realizarle un pedido significativo a Verónica. Más allá del entusiasmo que les genera la decisión y con la ayuda de su amigo Zeque, deberán afrontar los planteos del hijo adolescente de Julia, quien cuestiona la idea. |                                              |                          |        |
| 8 | «La primera vez de muchas»                   | 15 de noviembre de 2011  | 2.9    |
| Después de haber vivido varias historias de amor, uno puede llegar a la tercera edad y sentir que vuelve a enamorarse como si fuese la primera vez... "La pr1mera vez de muchas" es el título del próximo capítulo de Historias de la pr1mera vez, protagonizado por Villanueva Cosse (Alberto) y Mercedes Carreras (Rosario). Alberto, es llevado por su hijo (Alejo García Pintos) a vivir a una residencia de ancianos. Lejos de parecer que es el final, Alberto empieza a vivir una nueva etapa en su vida. Mientras él y Rosario disfrutan de su mutua compañía, surge una eventualidad que pondrá a Alberto en la tarea de decidir como sigue su historia... |                                              |                          |        |
| 9 | «La primera vez y la única»                  | 22 de noviembre de 2011  | 3.1    |
| La angustia y desesperación, la llevará a hacer algo que nunca imaginó…. “La primera vez y la única”, será protagonizado por Valentina Bassi (Eugenia), Nacho Gadano (Sergio), Osqui Guzmán (Ismael) y Mónica Cabrera (Carmen). Una tragedia atravesó la vida de Eugenia y la llevó a la destrucción de su matrimonio, al insomnio, y a la anorexia. Misteriosamente se pasa largas horas sentada en un bar frente a la salida de la cárcel. Hasta que un día “él” sale y allí comenzará a ejecutar su plan, para intentar liberarse de su pesadilla. |                                              |                          |        |
| 10 | «La primera vez que desperté»                | 29 de noviembre de 2011  | —      |
| A veces la rutina, puede hacerte sentir dormido…hasta que inesperadamente te sorprendés con una nueva situación que puede llegar a despertarte o hacerte perder todo… “La primera vez que desperté” muestra la historia de Gloria y Guillermo, un matrimonio de más de 20 años de casados, consumido por la rutina. Gloria vivirá una nueva experiencia que la hará despertar de su aburrida cotidianeidad, pero que puede costarle la continuidad de su pareja. |                                              |                          |        |
| 11 | «La primera vez que lloré»                   | 13 de diciembre de 2011  | 2.2    |
| No siempre es fácil conectarse con las emociones, y aún más con aquellas que nos marcaron… Rodrigo, interpretado por Gonzalo Valenzuela, es un joven actor que está a punto de estrenar una obra dramática. A raíz de un hecho puntual, que le sucedió en el pasado, siente dificultades para conectarse con la sensibilidad de su personaje, mostrando a la luz sus propias debilidades. Acompañado por su mujer, Brenda Gandini, y a punto de ser padres por primera vez, entenderá que hay situaciones en la vida que pueden modificarse y buscará la forma de revertir esa situación que tanto lo lastimó. |                                              |                          |        |
| 12 | «La primera vez embarazados»                 | 18 de diciembre de 2011  | —      |
| Relata la historia de Luciana (Jenny Williams) y Lucas (Benjamín Amadeo), una pareja de jóvenes que tienen dificultades para concebir un hijo de manera natural. Frente a la desesperación por concretar sus sueños, deciden alquilar el vientre de Ana (Romina Ricci), que pone su cuerpo a cambio de dinero. En los últimos días de embarazo, sucede algo que pone en riesgo el proyecto de Luciana y Lucas… El elenco está conformado por Romina Ricci, Bimbo Godoy, Benjamín Amadeo y Jenny Williams. |                                              |                          |        |
| 13 | «La primera vez y última»                    | 20 de diciembre de 2011  | —      |
| Raquel (Graciela Borges), es una reconocida concertista de piano que sufrió un accidente y se encuentra postrada en una silla de ruedas y necesita asistencia permanente. Cansada de esta vida y en la difícil situación de elegir sobre su futuro, toma una decisión trascendental, exponiendo su caso a un debate social. Con la ayuda de Agustín (Joaquín Furriel), un importante abogado logra revocar un permiso que le impedía abandonar el país y viaja a Europa, para seguir adelante con su decisión final. Por otra parte, Agustín acaba de separarse y es padre de una hija de 10 años. Este caso lo ayudará a darse cuenta lo importante que es no descuidar un solo momento de su vida. Con Graciela Borges, Joaquín Furriel, Lola Álvarez, Anabella Blanco, Lidia Catalano |                                              |                          |        |

## Premios y nominaciones
Premios Martín Fierro 2012
- Actor de reparto: Alejandro Awada por Historias de la primera vez (capítulo "La primera vez que lloré") - Nominado